# Гарбузин (Черкасская область)
Гарбузин (укр. Гарбузин) — село в Корсунь-Шевченковском районе Черкасской области Украины.
Население по переписи 2001 года составляло 1662 человека. Почтовый индекс — 19409. Телефонный код — 4735.

## Местный совет
19400, Черкасская обл., Корсунь-Шевченковский р-н, г. Корсунь-Шевченковский, ул. Шевченка, 42

## История
В ХІХ столетии село Гарбузин было в составе Корниловской волости Каневского уезда Киевской губернии. В селе была Вознесенская церковь. Священнослужители Вознесенской церкви:
- 1799—1802 — священник Артемий Семенович Пащевский